# Pointe Cimetière Cato
La pointe Cimetière Cato est un cap de Guadeloupe donnant sur la mer des Caraïbes.

## Géographie

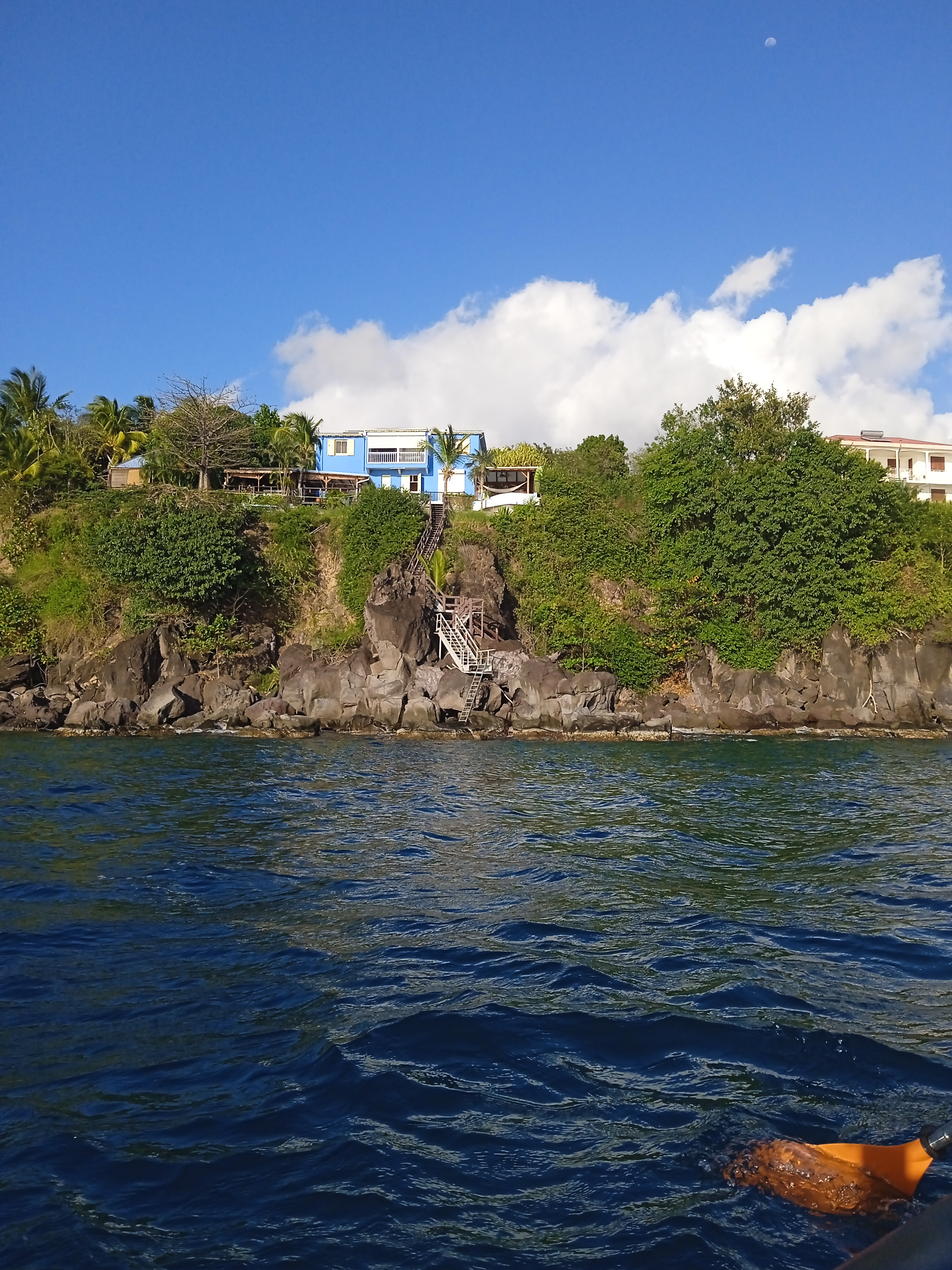
Habitations sur la pointe Cimetière Cato.

Il se situe au nord de l'anse Marigot entre la commune de Pointe-Noire et la pointe Morphy.